# Christophe de Margerie
Christophe de Margerie (Mareuil-sur-Lay-Dissais, 6 agosto 1951 – Mosca, 20 ottobre 2014) è stato un dirigente d'azienda francese.
Ha ricoperto l'incarico di amministratore delegato della società petrolifera francese Total dal 13 febbraio 2007 al giorno della sua morte. Dal 21 maggio 2010 ricopriva anche la carica di presidente della stessa azienda.

## Formazione
Suo nonno materno era il politico ed industriale Pierre Taittinger. De Margerie curò i propri studi in ambito economico presso l'ESCP Europe della capitale francese.

## Politiche economiche
De Margerie difese le politiche russe in ambito energetico, criticando aspramente la decisione dell'Unione europea di sanzionare la Russia per l'appoggio fornito durante la rivoluzione ucraina del 2014.

## La morte
L'amministratore delegato della Total è morto il 20 ottobre 2014 all'età di 63 anni durante il decollo del proprio aereo privato, dall'aeroporto moscovita di Vnukovo. Durante tale manovra, il velivolo è entrato in collisione con un mezzo spazzaneve in servizio presso lo stesso scalo. A seguito di tale sinistro e agli ingenti danni provocati, il velivolo cadde al suolo poco dopo il decollo.
Il presidente francese François Hollande, appresa la notizia, definì de Margerie come un imprenditore che ha difeso all'estero il successo della tecnologia francese.